# NGC 988
NGC 988 ist eine Balken-Spiralgalaxie mit ausgedehnten Sternentstehungsgebieten vom Hubble-Typ SBc im Sternbild Walfisch südlich der Ekliptik. Sie ist schätzungsweise 67 Millionen Lichtjahre von der Milchstraße entfernt und hat einen Durchmesser von etwa 80.000 Lj. 

Im selben Himmelsareal befinden sich u. a. die Galaxien NGC 960, NGC 985, NGC 1018.
Der Typ-II-Supernova-Kandidat SN 2017gmr wurde hier beobachtet.
Das Objekt wurde im Jahr 1880 vom französischen Astronomen Édouard Jean-Marie Stephan entdeckt.